# Света Параскева (Кленике)
Вижте пояснителната страница за други значения на Света Параскева.
„Света Параскева“ или „Света Петка“ (на сръбски: Храм св. преподобне Параскеве) е възрожденска православна църква във вранското село Кленике, югоизточната част на Сърбия. Част е от Вранската епархия на Сръбската православна църква.
Църквата е гробищен храм, разположен в северната част на селото, между Кленике и „Света Петка“. Според Йован Хадживасилевич селото Света Петка носи името на църквата. Издигната е в 1858 година на основите на храм, разрушен в 1855 година. При стария храм в 1847 година е отворено първото сръбско училище, чиято сграда е запазена в центъра на селото. За изграждането на църквата жителите на селото изпращат делегация в Цариград за ферман. Иконостасът е от 1868 година, дело на дебърските майстори Вено Костов и Зафир Василков. В 1886 година храмът е обновен, като са изработени амвонът и проскинитарият. Живописта е от началото на XX век, за което свидетелстват няколко ктиторски надписа. Завършена е на 5 декември 1902 година с ктиторството на Йован Илич. В 2007 година е ремонтиран покривът, а в 2011 година е изграден трем. В 2013 година е построен нов енорийски дом.